# Municipio de Coon Creek
El municipio de Coon Creek (en inglés: Coon Creek Township) es un municipio ubicado en el condado de Lyon en el estado estadounidense de Minnesota. En el año 2010 tenía una población de 244 habitantes y una densidad poblacional de 2,58 personas por km².

## Geografía
El municipio de Coon Creek se encuentra ubicado en las coordenadas 44°19′55″N 96°0′40″O / 44.33194, -96.01111. Según la Oficina del Censo de los Estados Unidos, el municipio tiene una superficie total de 94.46 km², de la cual 93 km² corresponden a tierra firme y (1,54 %) 1,45 km² es agua.

## Demografía
Según el censo de 2010, había 244 personas residiendo en el municipio de Coon Creek. La densidad de población era de 2,58 hab./km². De los 244 habitantes, el municipio de Coon Creek estaba compuesto por el 99,59 % blancos, el 0,41 % eran de otras razas. Del total de la población el 3,28 % eran hispanos o latinos de cualquier raza.